# Addys Mercedes

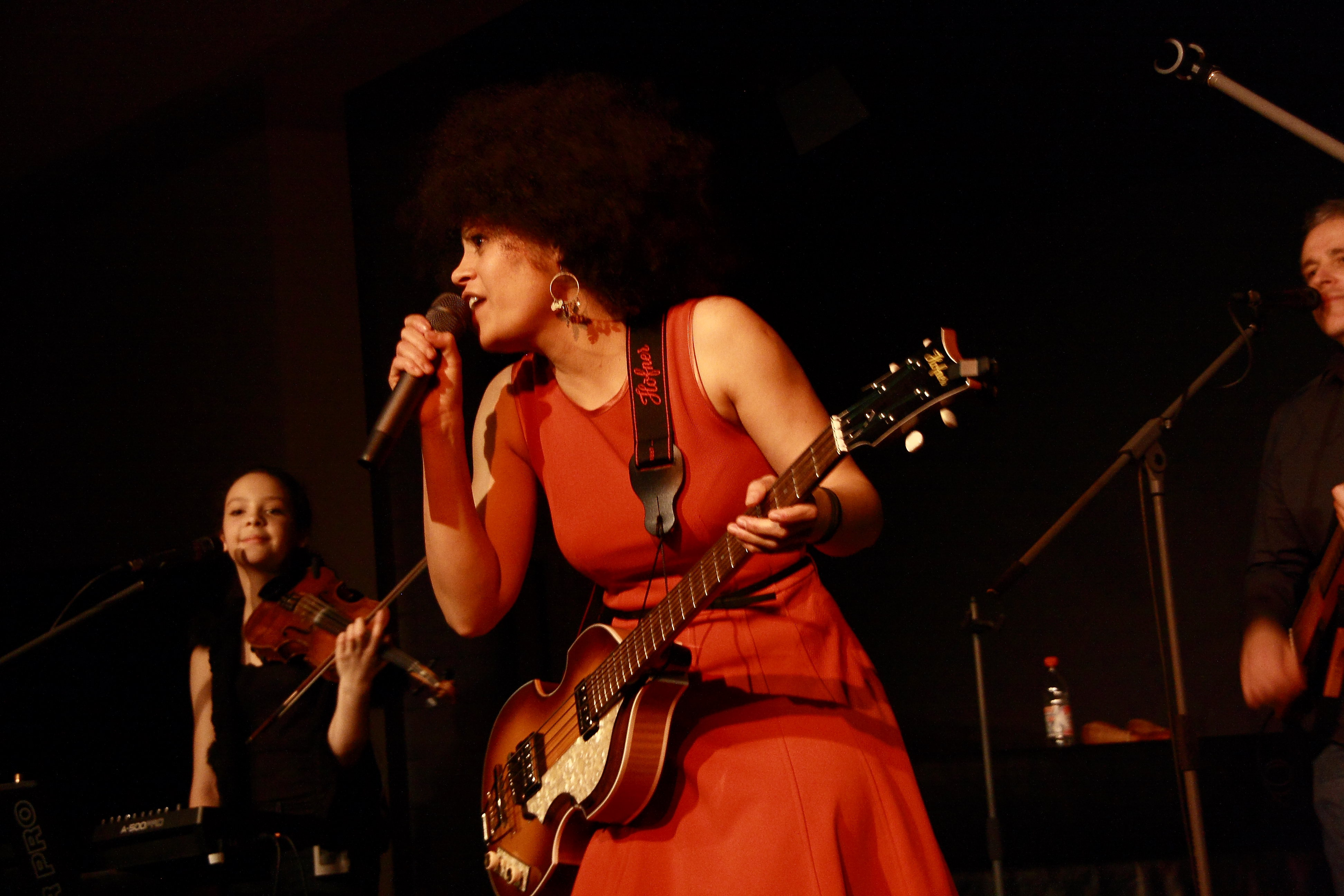
Addys Mercedes mit En Casa de Addys und Lia im KULT, Niederstetten, Januar 2013

Addys Mercedes, früher auch: Addys D’Mercedes (* 1973 in Moa, Kuba) ist eine kubanische, in Deutschland lebende Sängerin und Songwriterin in den Bereichen Pop und Weltmusik.

## Leben und Wirken
Addys wurde in der ostkubanischen Kleinstadt Moa geboren und begann früh mit dem Gesang. Mit 10 Jahren reichte ihr Repertoire bereits von Son Cubano, Filín und Boleros, mexikanischen Rancheras bis hin zu amerikanischen Popsongs. Der Gitarrenlehrer der Musikschule fand Gefallen an Addys Stimme und probte mit ihr ein Duoprogramm, mit dem sie häufig auftraten.
Mit 15 Jahren begann sie mit der professionellen Band Timbre Latino aufzutreten. Nach kurzer Zeit wurde sie von der erfolgreicheren Band Los Neiras abgeworben. Nebenher trat sie in Moa an Wochenenden regelmäßig auf einer stillgelegten alten Fähre (La Patana) auf. Nach kurzer Zeit wurden die Konzerte zum angesagten Treffpunkt von jungen Kubanern sowie internationalen Studenten und Gastarbeitern aus Russland und verschiedenen afrikanischen Ländern, die wegen der Nickelfabrik nach Moa kamen. Von den Erlebnissen bei ihrem ersten regelmäßigen Gig und der Begegnung mit einem internationalen Publikum erzählt Addys Mercedes in dem Lied „Ahí“ (dort) auf ihrem vierten Album Locomotora a Cuba.
Mit 18 Jahren wurde sie dann Teil einer neu gegründeten Band, die ein Engagement im Touristenzentrum Playa Guardalavaca hatte. Während der periodo especial, in der Lebensmittel knapp waren, war das der Gig, von dem alle Musiker träumten. Sie lebte im Tourismuszentrum und wurde komplett verpflegt, so dass sie mit Gagen und Trinkgeldern ihre ganze Familie versorgen konnte. Auch musikalisch war es eine neue Erfahrung, da die Band neben kubanischer Musik auch Pop und Rock spielte und sie erstmals, abseits ihrer Heimat, vor einem westlichen Publikum sang. 1993 wurde Addys nach Deutschland in das winterliche Gelsenkirchen eingeladen. In kurzer Zeit lernte sie Deutsch. Regelmäßig flog sie nach Kuba, um ihr Heimweh zu stillen, sog aber gleichzeitig viele Einflüsse ihrer neuen Heimat auf. Sie sang in einem Trio traditionelle kubanische Musik, verlor aber mit den Jahren zunehmend die Lust, in Deutschland mit kubanischen Coversongs ein Klischee zu bedienen.
1998 zog sie nach Düsseldorf und begann gemeinsam mit Cae Davis mit der Produktion des ersten Soloalbums mit ihren eigenen Liedern Mundo Nuevo, das sie größtenteils in Havanna mit befreundeten Musikern aus ihrem Heimatort aufnahm. Gast war unter anderem Raúl Planas. Mundo Nuevo erschien 2001 auf dem Plattenlabel Media Luna und fand ein beachtliches Medienecho mit ausführlichen Rezensionen. Fernsehaufzeichnungen und Interviews erfolgten in Deutschland unter anderem bei den Leverkusener Jazztage, dem ZDF-Fernsehgarten, der Hanse Sail, der Aktuelle Schaubude, dem Bardentreffen und der Popkomm.
2003 erschien ihr zweites Album Nomad (Media Luna/Sony), das zwischen Deutschland und Barcelona aufgenommen wurde und ihre kubanischen Wurzeln mit Elementen von Rock, Rhythm and Blues, House, Flamenco und Hip-Hop verbindet. Sie tourte mit ihrer eigenen Band durch 16 europäische Länder, unter anderem mit Eric Clapton, Bob Geldof, Mike Rutherford, Gary Brooker und Tito Nieves. Singles und Videoclips erschienen zu den Songs Mundo Nuevo, Gitana Loca und Esa Voz. Neben ihren von Cae Davis produzierten Alben sind auf ihrem Label Media Luna zahlreiche Remixe von DJs wie Andry Nalin (Afro D’Mercedes), Ramon Zenker (Cha Ka Cha), Tony Brown (Mundo Nuevo), Guido Craveiro (Cry It Out) oder 4tune Twins (Oye Colombia) erschienen. Von 2005 bis 2010 pendelte sie zwischen Deutschland und der kanarischen Insel Teneriffa. Auch in Spanien gab Addys zahlreiche Fernsehinterviews und Konzerte unter anderem bei Antena 3 und MTV.
Seit 2011 lebt Addys in Essen. 2011 erschien ihre Single Sabado Roto aus dem dritten Album Addys, die von Pomez di Lorenzo (Sasha, Dick Brave) und ihrem Koautor Cae Davis produziert wurde. Sabado Roto erreichte u. a. Platz 1 der WDR 2 Hörercharts. 2012 erschien das nach ihr benannte dritte Album Addys.
Addys Mercedes wurde bei ihren Tourneen seit 2001 von ihrer Familienband mit ihrer Tochter Lia (Geige, Piano, Keyboards, Percussion), ihrem Lebensgefährten Cae Davis (Bass, Gitarre, Cajon) und dem „Adoptivonkel“ Pomez di Lorenzo (Gitarre, Tres, Ukulele) begleitet. Addys Mercedes spielt auch Gitarre, Bass und Cajón und kubanische Percussioninstrumente wie Maracas, Güiro und Claves. Sie tourt vorwiegend durch Konzertsäle, Theater und Festivals in u. a. Deutschland, Österreich, Schweiz, Spanien, Schweden, Belgien, Luxemburg, Niederlanden, Ihre geschichtsreichen Lieder moderiert sie für ein sprachfremdes Publikum neben spanisch auch auf Englisch oder Deutsch an.
Im September 2014 erschien das 4. Studioalbum Locomotora a Cuba das für den Preis der Deutschen Schallplattenkritik nominiert wurde, und – obwohl nur teilweise diesem Genre zuzuordnen – Platz 13 der „Worldmusiccharts Europe“ erreichte. Bereits im Mai 2014 erschien die Vorabsingle Rompe el Caracol (komm’ aus Deinem Schneckenhaus). Das dazugehörige Video entstand auf der Kubatournee im Winter 2013/14 und wurde von der Musikzeitschrift Soundcheck zum Video des Monats ausgewählt. Rompe el Caracol stieg, als einziges komplett spanisches Originallied, in die Top 100 der deutschen Airplaycharts (#90) und kam auf Platz 20 der deutschen Mainstreamcharts. Der Song „Nada“ war nach Rompe el Caracol die zweite Single aus dem Album und erreichte im März 2015 Platz 133 der deutschen Airplaycharts. Der Videoclip wurde überwiegend während einer Konzertpause in Orangenhainen auf Mallorca gedreht.

## Diskographie

### Alben
- Mundo Nuevo (2001 Media Luna)
- Nomad (2003 Media Luna)
- Addys (2012 Media Luna)
- Locomotora a Cuba (2014 Media Luna)
- Extraña (2016 Media Luna)

### Singles
- Mundo Nuevo (2001 Media Luna)
- Gitana Loca (2005 Media Luna)
- Esa Voz (2005 Media Luna)
- Sabado Roto (2011 Media Luna)
- Hollywood (2012 Media Luna)
- Gigolo (2012 Media Luna)
- Rompe el Caracol (2014 Media Luna) #90 Deutsche Airplaycharts
- Nada (2015 Media Luna) #133 Deutsche Airplaycharts
- Too Hot for Revolution (VÖ 5. Juni 2015 Media Luna)